# Клининська сільська рада
Клининська́ сільська́ ра́да — адміністративно-територіальна одиниця та орган місцевого самоврядування в Волочиському районі Хмельницької області. Адміністративний центр — село Клинини.

## Загальні відомості
- Територія ради: 24,991 км²
- Населення ради: 712 особи (станом на 2001 рік)
- Територією ради протікає Грабарка

## Населені пункти
Сільській раді були підпорядковані населені пункти:
- с. Клинини

## Склад ради
Рада складалася з 15 депутатів та голови.
- Голова ради: Кучинський Анатолій Іванович
- Секретар ради: Завальнюк Ірина Вячеславівна

### Керівний склад попередніх скликань
| Прізвище, ім'я, по батькові  | Основні відомості                                                         | Дата обрання | Дата звільнення |
| ---------------------------- | ------------------------------------------------------------------------- | ------------ | --------------- |
| Кучинський Анатолій Іванович | Сільський голова, 1954 року народження, освіта вища, член Народної партії | 26.03.2006   | 31.10.2010      |
| Кучинський Анатолій Іванович | Сільський голова, 1954 року народження, освіта вища, член Народної партії | 31.10.2010   |                 |

Примітка: таблиця складена за даними сайту Верховної Ради України

### Депутати
За результатами місцевих виборів 2010 року депутатами ради стали:

#### За суб'єктами висування
| Суб'єкт висування | Кількість обраних депутатів | %   |
| ----------------- | --------------------------- | --- |
| Самовисування     | 14                          | 100 |

#### За округами
| № округу | Прізвище, ім'я, по батькові     | Дата визнання обраним | Освіта             | Партійна приналежність | Відомості про обраного депутата                     |
| -------- | ------------------------------- | --------------------- | ------------------ | ---------------------- | --------------------------------------------------- |
| 1        | Завальнюк Ірина В'ячеславівна   | 04.11.2010            | середня спеціальна | позапартійна           | тимчасово не працює                                 |
| 2        | Гусарчук Раїса Олександрівна    | 04.11.2010            | середня спеціальна | член Партії регіонів   | тимчасово не працює                                 |
| 3        | Нагорічний Микола Дмитрович     | 04.11.2010            | середня            | позапартійний          | Клининська загальноосвітня школа, водій             |
| 4        | Капралова Жанна Олександрівна   | 04.11.2010            | середня спеціальна | член Партії регіонів   | відділ поштового зв'язку с. Клинини, листоноша      |
| 5        | Давидова Лариса Володимирівна   | 04.11.2010            | середня спеціальна | позапартійна           | відділ поштового зв'язку с. Клинини, листоноша      |
| 6        | Яремішин Юрій Анатолійович      | 04.11.2010            | середня            | позапартійний          | ПП «Агрокомпанія −2004», водій                      |
| 7        | Панасюк Валентина Володимирівна | 04.11.2010            | середня спеціальна | позапартійна           | тимчасово не працює                                 |
| 8        | Пейсак Ольга Федорівна          | 04.11.2010            | середня            | позапартійна           | Відділення Ощадбанку, касир                         |
| 9        | Посохов Володимир Валерійович   | 04.11.2010            | середня            | позапартійний          | ПП «Агрокомпанія −2004», механізатор                |
| 10       | Жабняк Анатолій Іванович        | 04.11.2010            | середня            | позапартійний          | Волочиський молокозавод, заготівельник молока       |
| 11       | Лопушанська Людмила Казимирівна | 04.11.2010            | вища               | позапартійна           | Клининська загальноосвітня школа, вчитель           |
| 12       | Олйник Любов Олександрівна      | 04.11.2010            | вища               | позапартійна           | Клининська загальноосвітня школа, вчитель           |
| 13       | Жабняк Оксана Володимирівна     | 04.11.2010            | середня спеціальна | позапартійна           | Клининська загальноосвітня школа, працівник їдальні |
| 14       | Бондарчук Степан Трохимович     | 04.11.2010            | середня спеціальна | член Партії регіонів   | пенсіонер                                           |